# 道行般若经
《道行般若經》，又名《道行般若波羅蜜經》、《摩訶般若波羅蜜道行經》、《般若道行品經》，為大乘佛教早期流傳的般若經。由後漢支娄迦谶译出，共三十品十卷（或八卷），收录于《大正新修大藏经·般若部》。
该经为现存最早譯為漢語的般若類經典，与支謙譯《大明度無極經》、《摩訶般若鈔經》、鳩摩羅什譯《小品般若波羅蜜經》、玄奘译《大般若经》第四分（《八千頌般若經》，Aṣṭasāhasrikā Prajñāpāramitā Sūtra）為同本異譯。经中主要讲述各种般若波羅蜜教法，提倡「般若波羅蜜」來取代只對「窣堵坡﹙佛塔﹚」作形式崇拜的供養，此外叙述受持不同方法的功德。

## 學術研究
愛德華·孔茲推測《八千頌般若經》中的早期篇章「道行品」，或各經本中與此品相當部分的構作時期，約成立於公元前1世紀，為般若經文獻的初期樣態；其他的篇章則是後來逐漸添增的，整部經典的編纂歷時約二個世紀以上，而《八千頌般若經》是最早形成的般若經。不過，靜谷正雄和呂澂則持相反的看法，主張《金剛經》才是最早的般若經。Gregory Schopen支持後說，並認為這個變遷過程，是由代表口傳的《金剛經》過度到代表文傳的《八千頌般若經》。另外，有些學者認為般若波羅蜜教法是由大眾部中的制多部（Caitika）發展而傳出，他們相信《八千頌般若經》來自於印度南方的案達羅國（Andhra）地區。
在2012年，Harry Falk和Seishi Karashima發表了用佉盧文書寫的健馱邏語《八千頌般若經》殘卷，碳十四定年法測定為大約公元75年時所書寫，為世界現存最為古老的佛經寫卷之一。該寫卷和支娄迦谶译出的《道行般若經》極為相似。支譯所據版本比該犍陀羅語寫卷要稍加擴大，但比巴米揚的梵語本更為接近犍陀羅語本。